# Camarophyllopsis phaeoxantha
Camarophyllopsis phaeoxantha är en svampart som först beskrevs av Henri Romagnesi, och fick sitt nu gällande namn av Arnolds 1986. Camarophyllopsis phaeoxantha ingår i släktet Camarophyllopsis och familjen Hygrophoraceae.   Inga underarter finns listade i Catalogue of Life.